# Pirna
Pirna (pronunciación en alemán: /ˈpɪʁna/ⓘ) es la capital del distrito de Suiza Sajona-Montes Metálicos Orientales, situado en la región administrativa de Dresde, en el estado federal alemán de Sajonia. Tiene el estatus de Große Kreisstadt (nombre que reciben las ciudades de importancia dentro de un distrito). También es capital de la Verwaltungsgemeinschaft (entidad administrativo-política que agrupa municipios de un mismo distrito) de Pirna.

## Historia
Importante fortaleza del Electorado de Sajonia, fue ocupada por las tropas prusianas el 14 de octubre de 1756, que tuvieron que cederla el 5 de septiembre de 1758 al ejército imperial. En septiembre de 1813, después de la batalla de Dresde, sería ocupada por tropas francesas, hasta su rendición a la Sexta Coalición el 11 de noviembre.

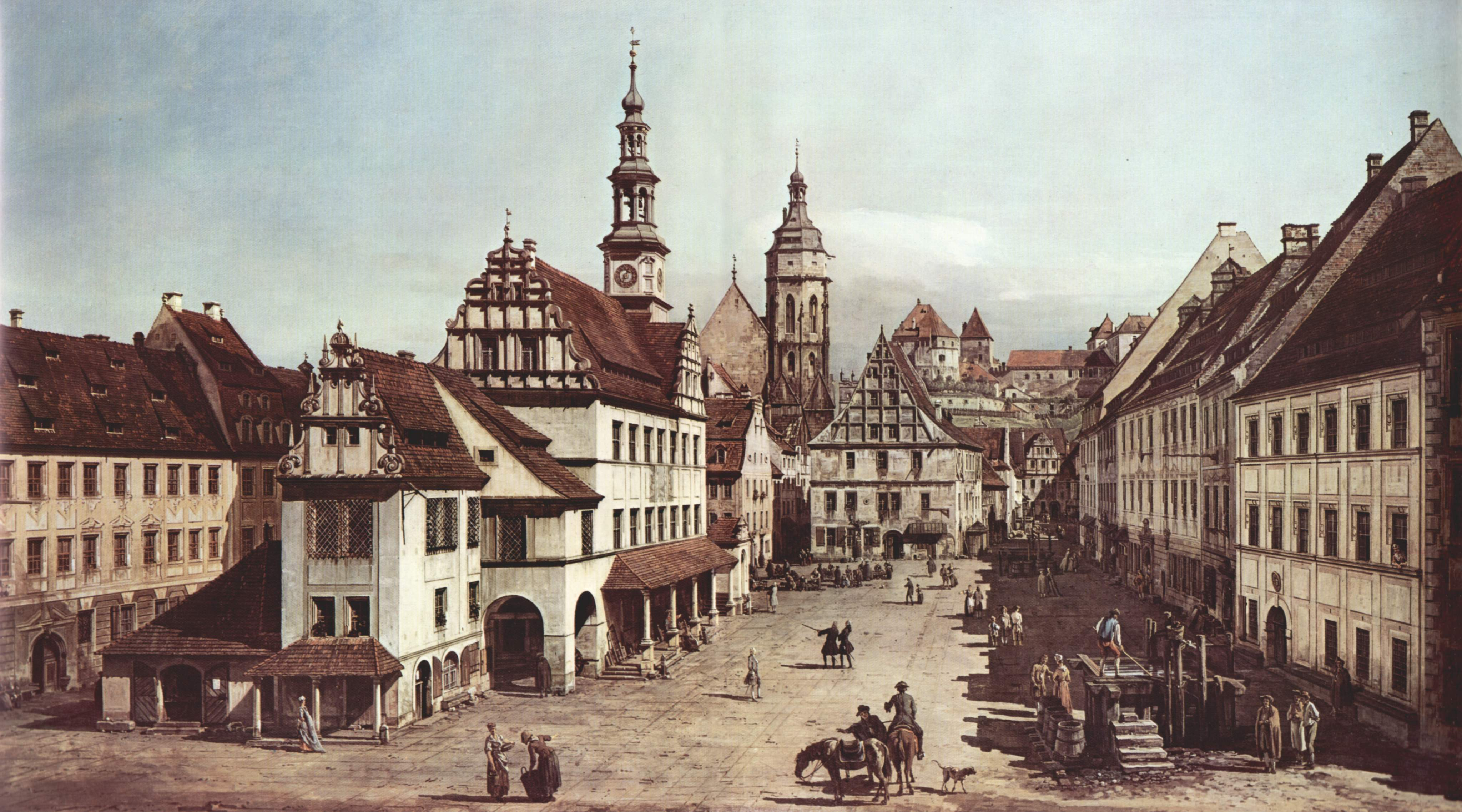
Canaletto: Plaza del mercado de Pirna, 1753-54.